# Galerie Borghese
Galerie Borghese (Italsky: Galleria Borghese) je soukromá galerie umění v italském hlavním městě Řím. V galerii se nacházejí umělecká díla významných autorů jako byli Leonardo da Vinci, Gian Lorenzo Bernini, Caravaggio, Lorenzo Lotto, Raffael Santi, Peter Paul Rubens či Tizian.

## Historie
Umělecká sbírka Galerie Borghese byla založena mecenášem umění, kardinálem Scipionem Borghese v letech 1605 až 1633. Scipione Borghese byl vášnivým sběratelem umění. Zaměstnával mnoho významných umělců, zejména Caravaggia a Berniniho. K těmto umělcům choval kardinál bezmezný obdiv.
V napoleonské době mnoho výjimečných děl putovalo do pařížského Louvru. I dnes si sbírka zachovává charakteristické rysy vynikající soukromé galerie a odráží vytříbený vkus jejího zakladatele. Vystavené exponáty, které jsou z velké části zakoupeny zakladatelem před čtyřmi staletími, jsou dodnes rozmístěny po barokních sálech bývalé kardinálské rezidence.

## Vystavení autoři a díla

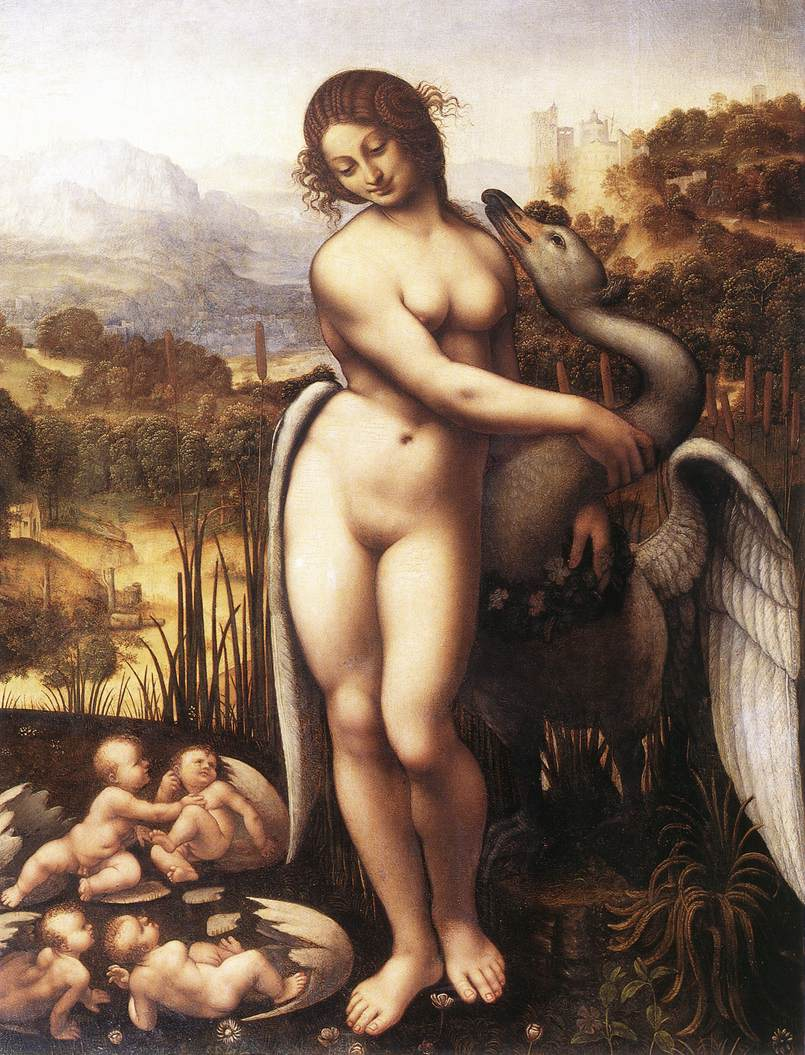
Leonardo da Vinci – Leda s labutí (1505-1510)
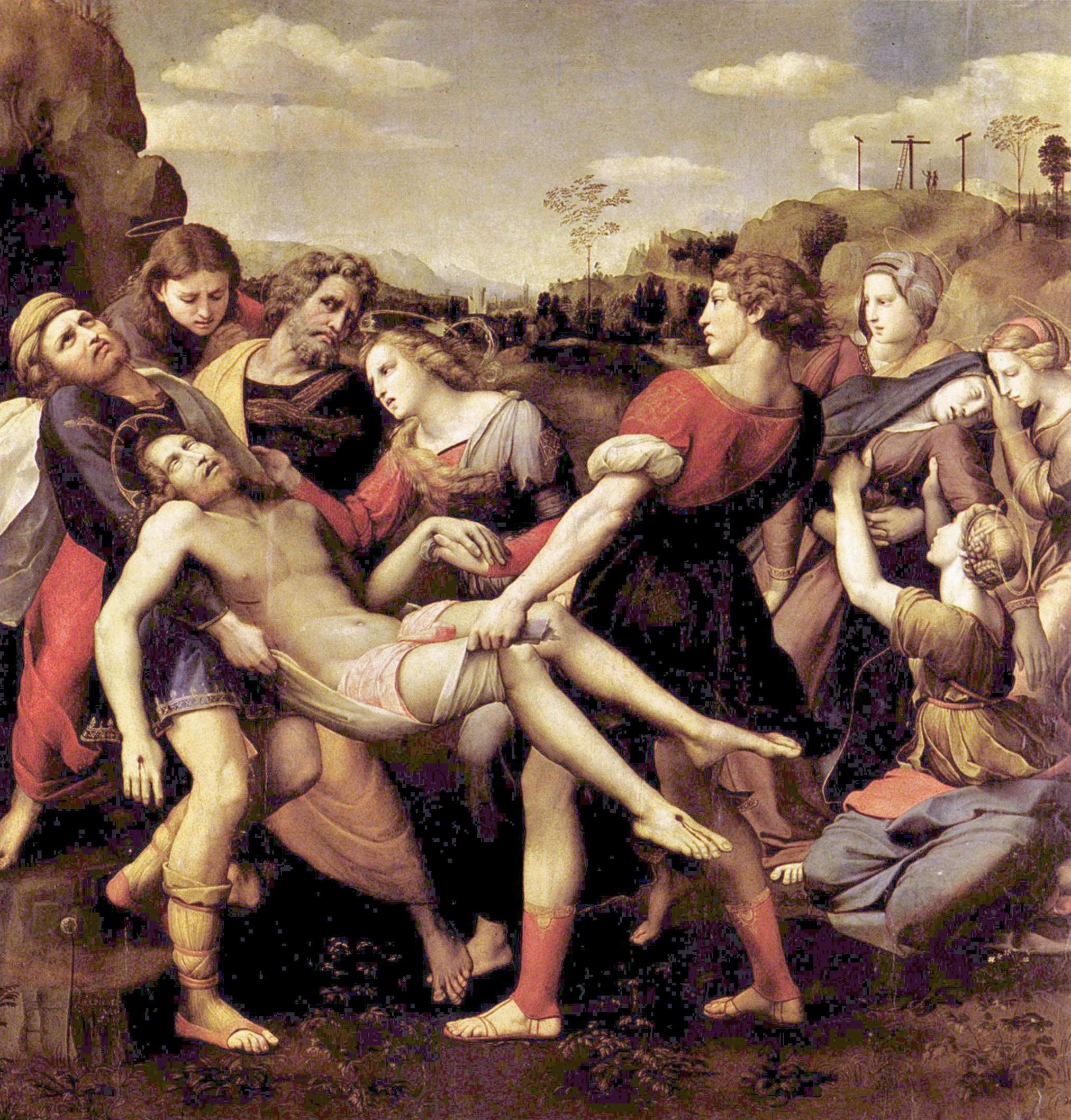
Raffael Santi – Snětí z kříže (1507)
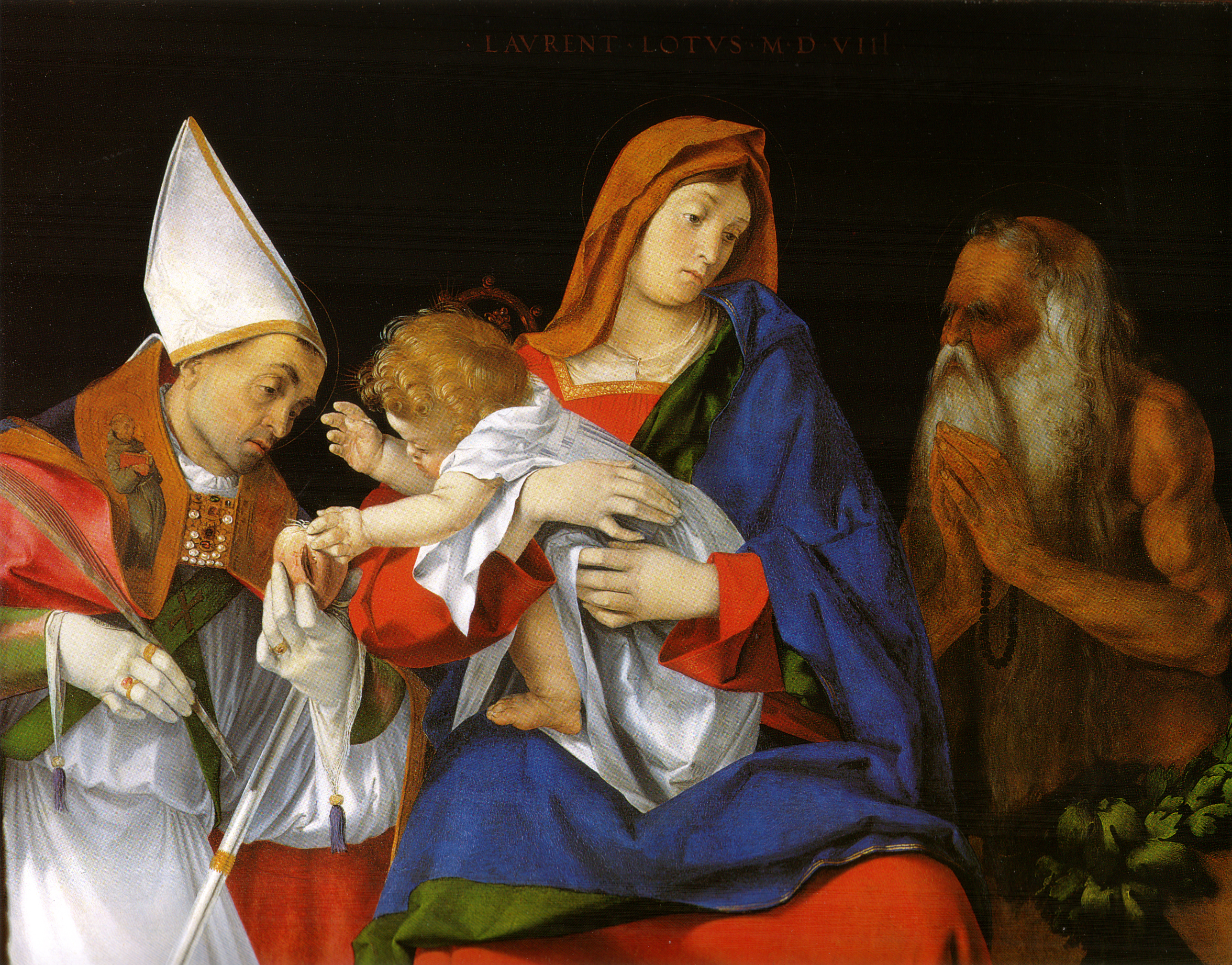
Lorenzo Lotto – Svatý rozhovor (1508)
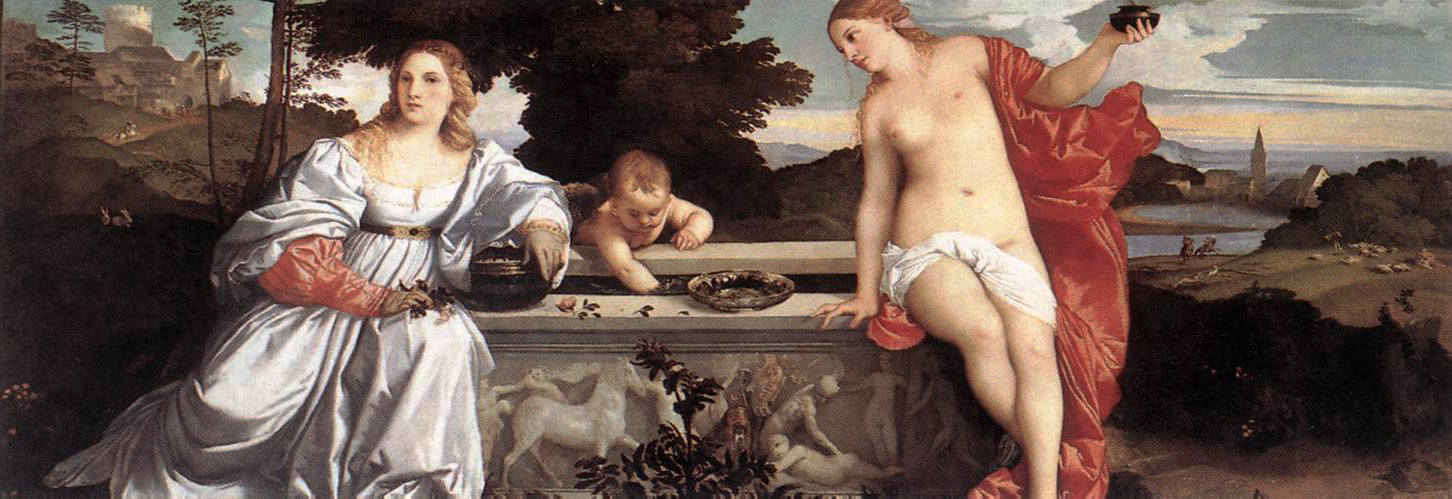
Tizian – Láska svatá a Láska světská (1512-1515)
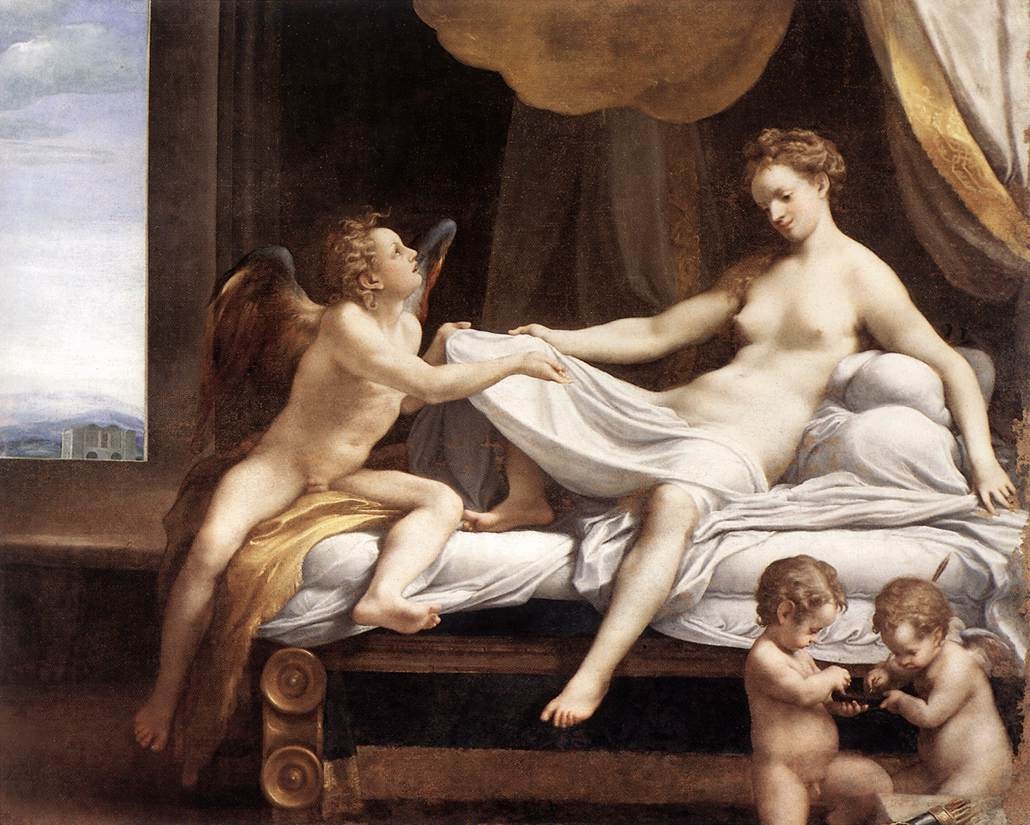
Coreggio – Danae (1531-1532)
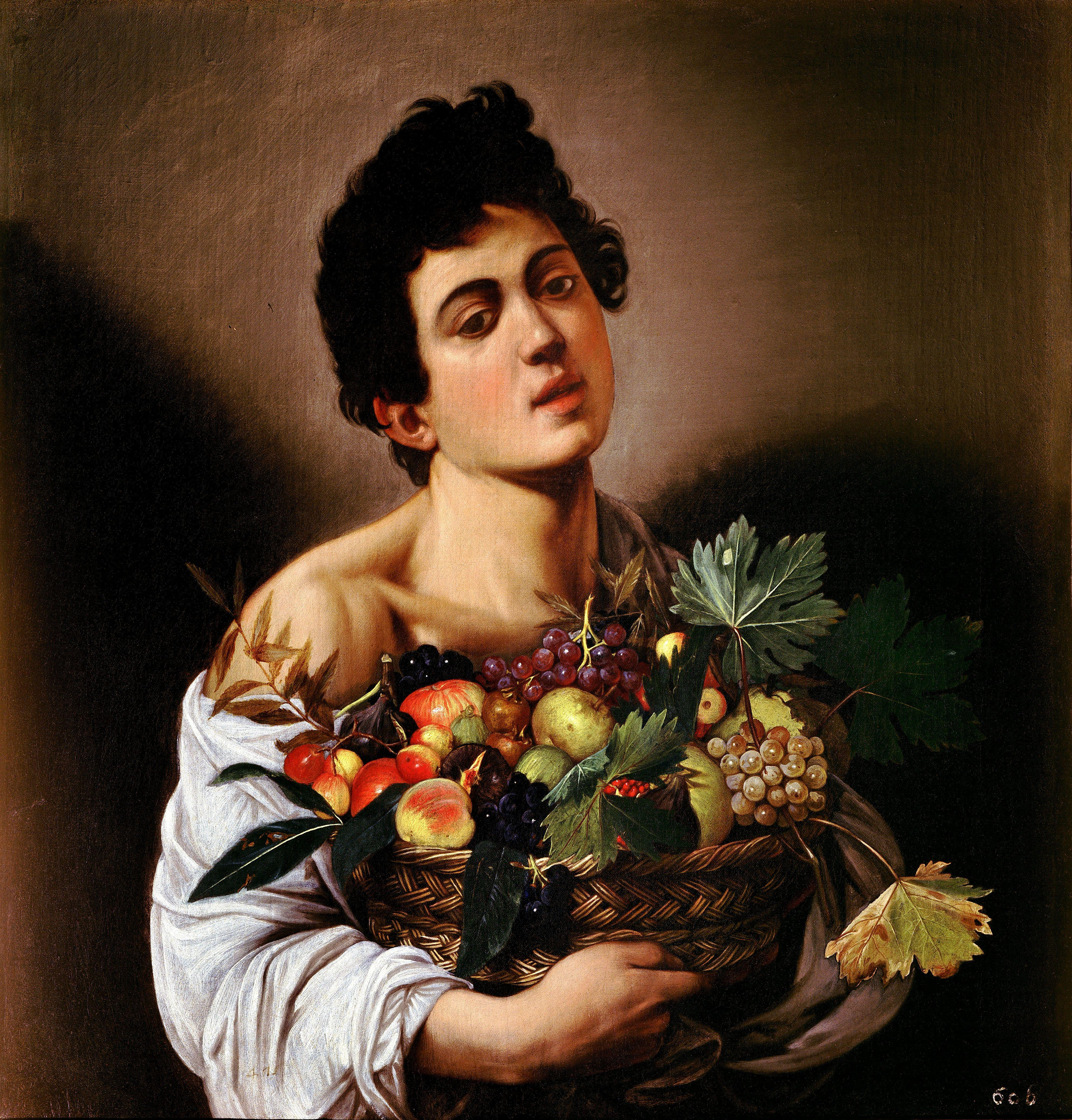
Caravaggio – Chlapec s košíkem ovoce (1593)
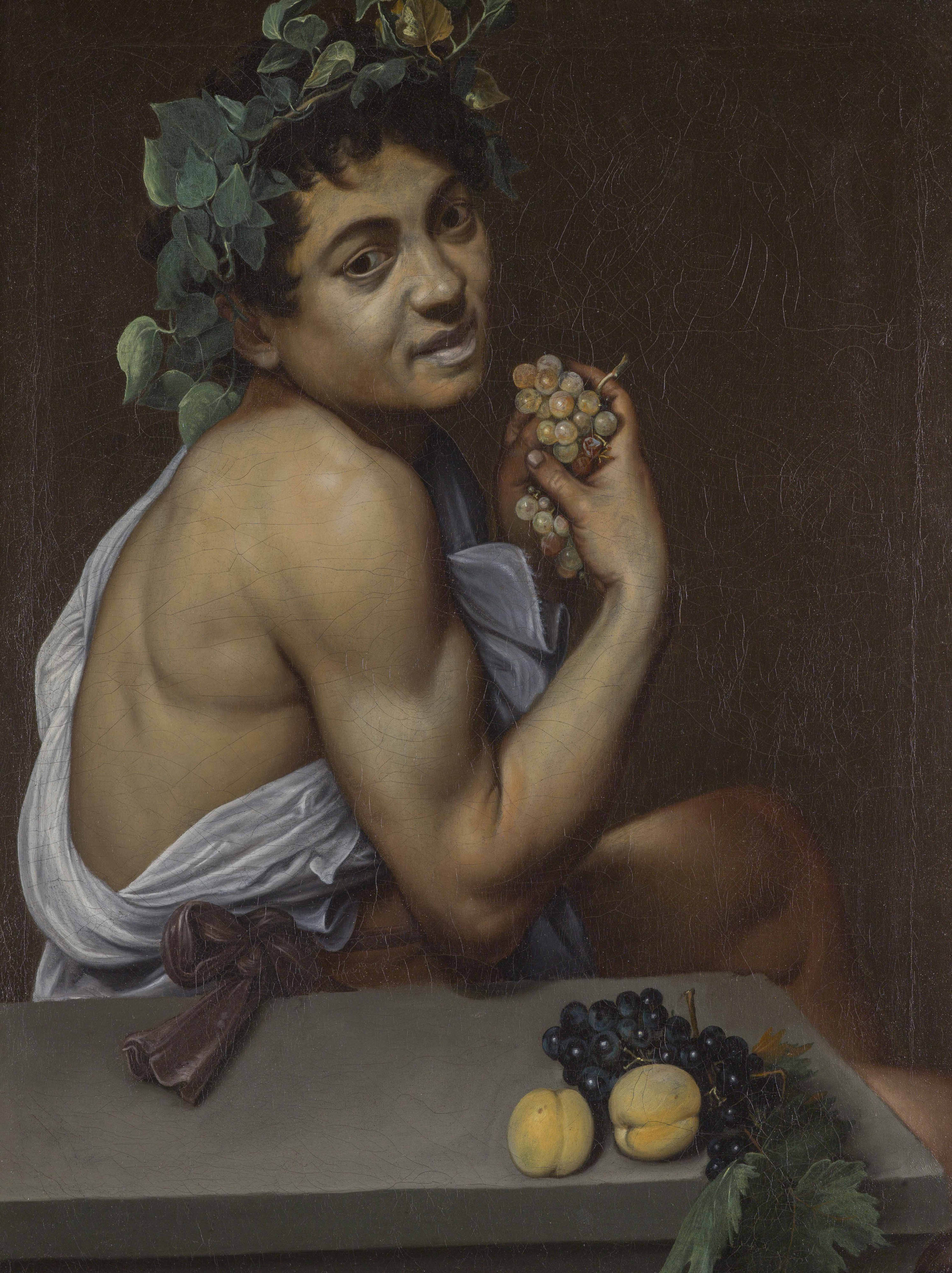
Caravaggio – Nemocný Bakchus (1593)
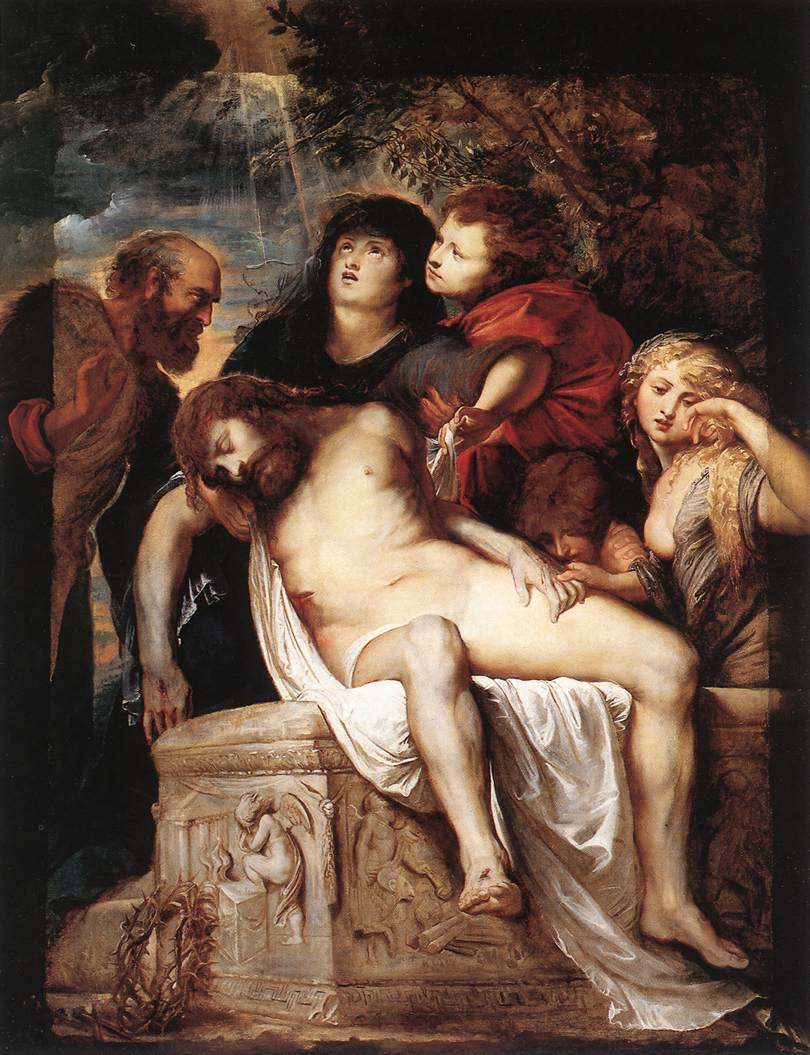
Peter Paul Rubens – Kladení do hrobu (1602)
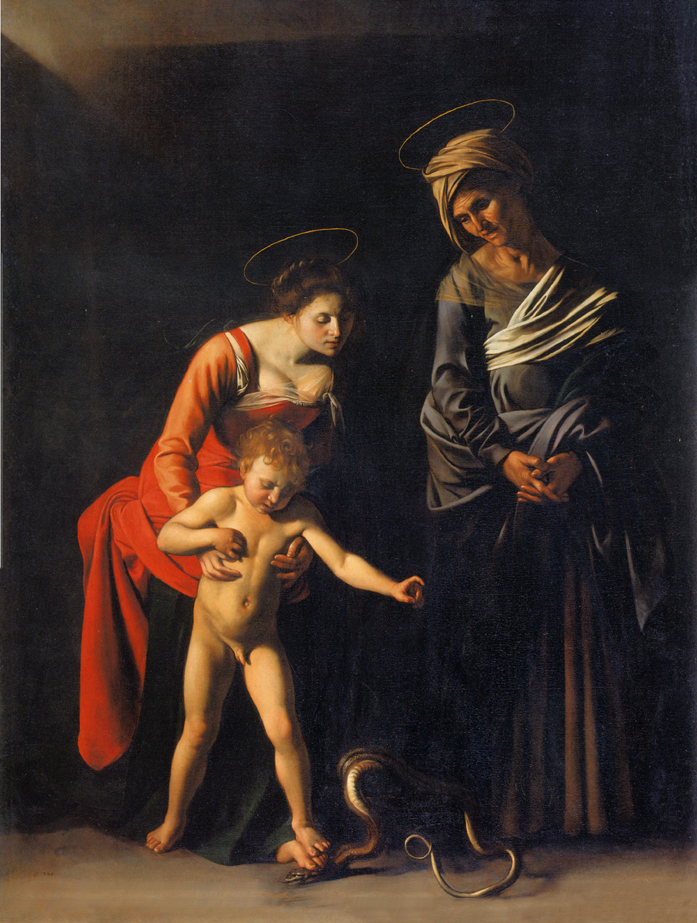
Caravaggio – Madona s dítětem a svatou Annou (1605-1606)
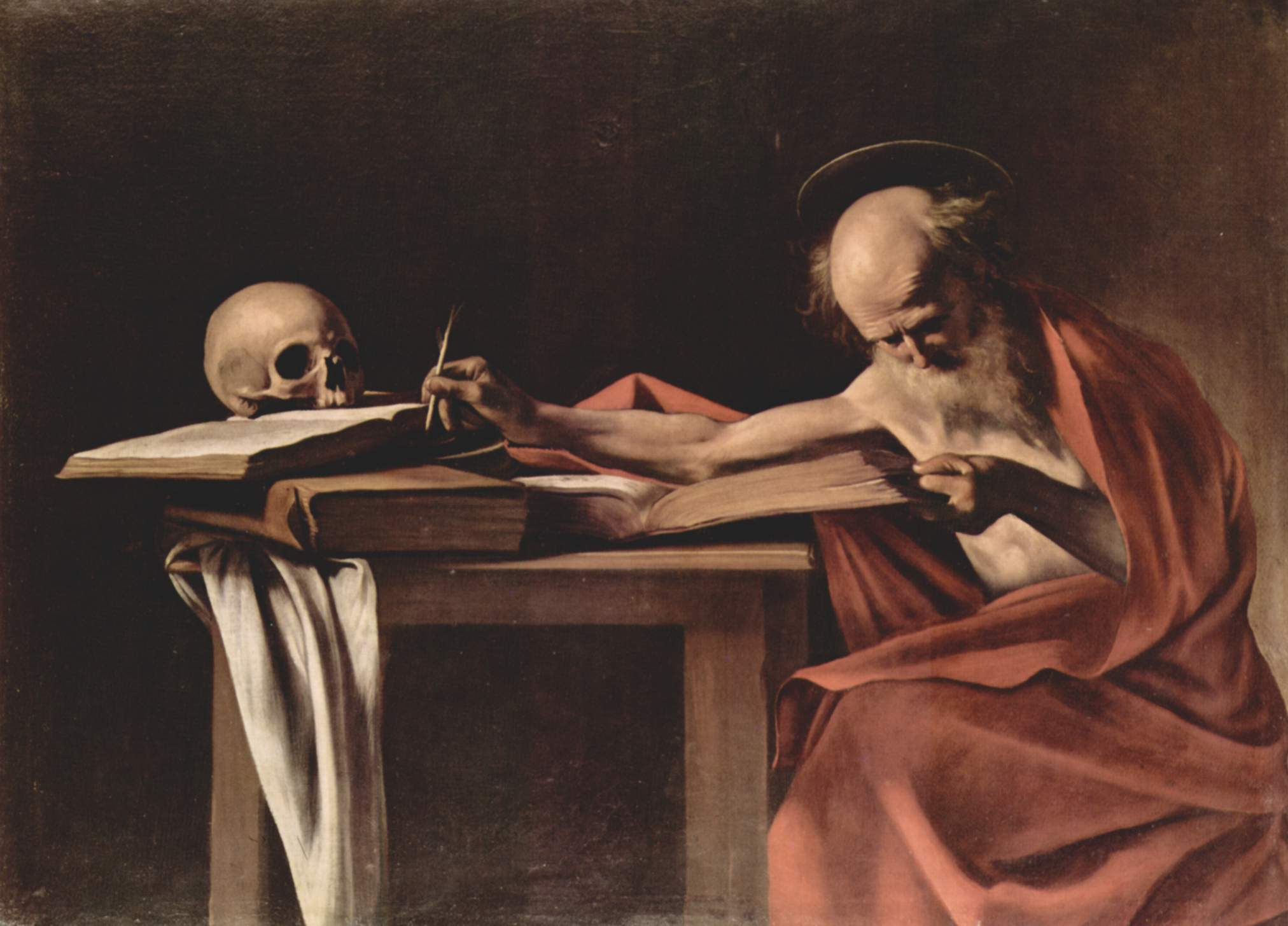
Caravaggio – Svatý Jeroným (1605-1606)
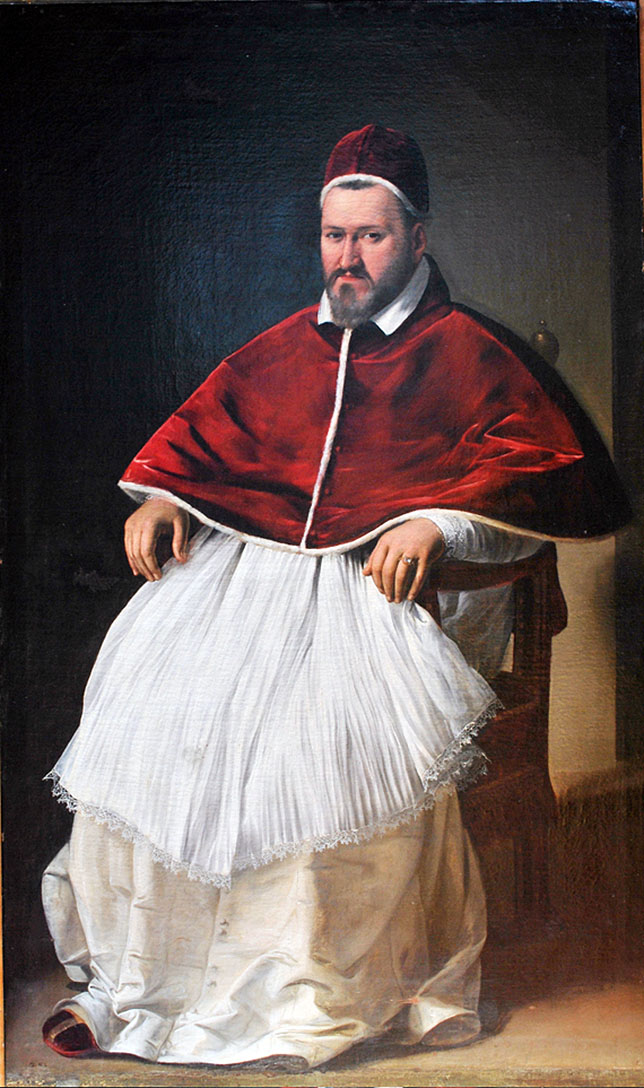
Caravaggio – Portrét papeže Pavla V. (1605-1606)
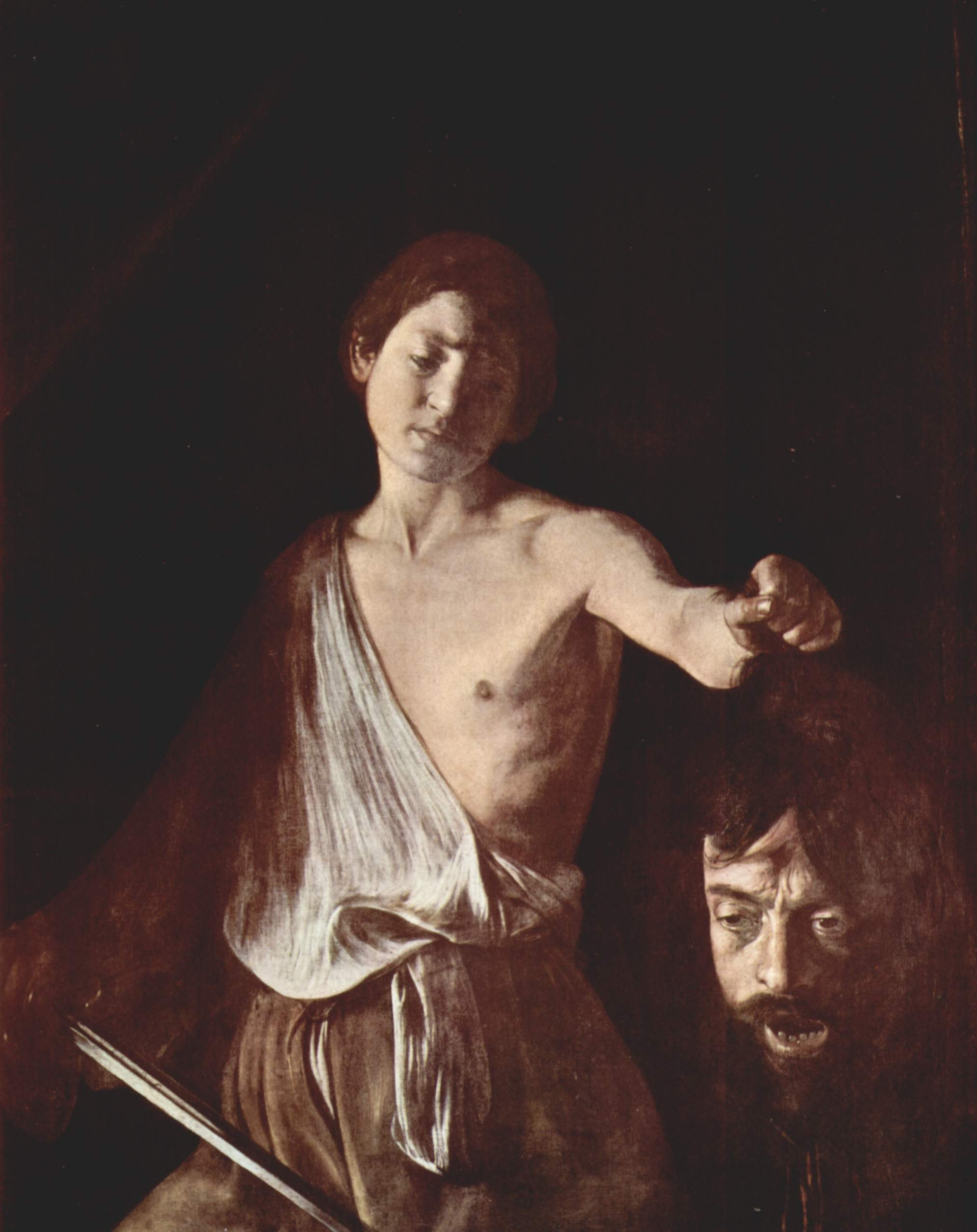
Caravaggio – David s hlavou Goliáše (1609-1610)
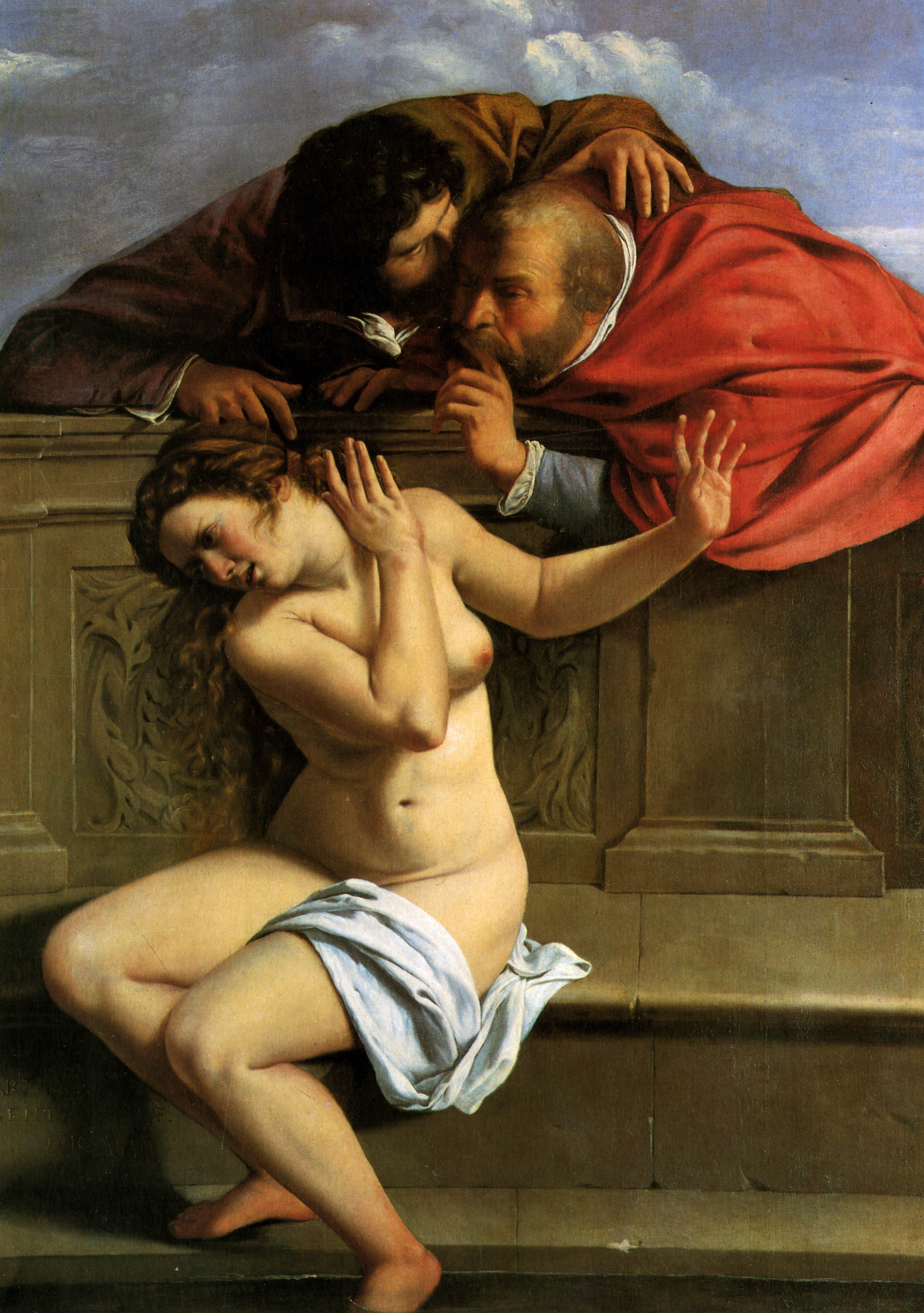
Artemisia Gentileschi – Zuzana a starší (1610)
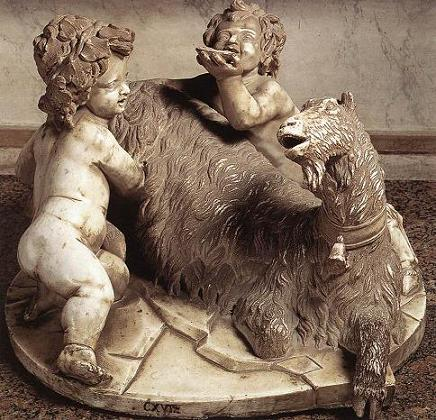
Gian Lorenzo Bernini – Koza Amalthea kojí Jupitera a Fauna (1615
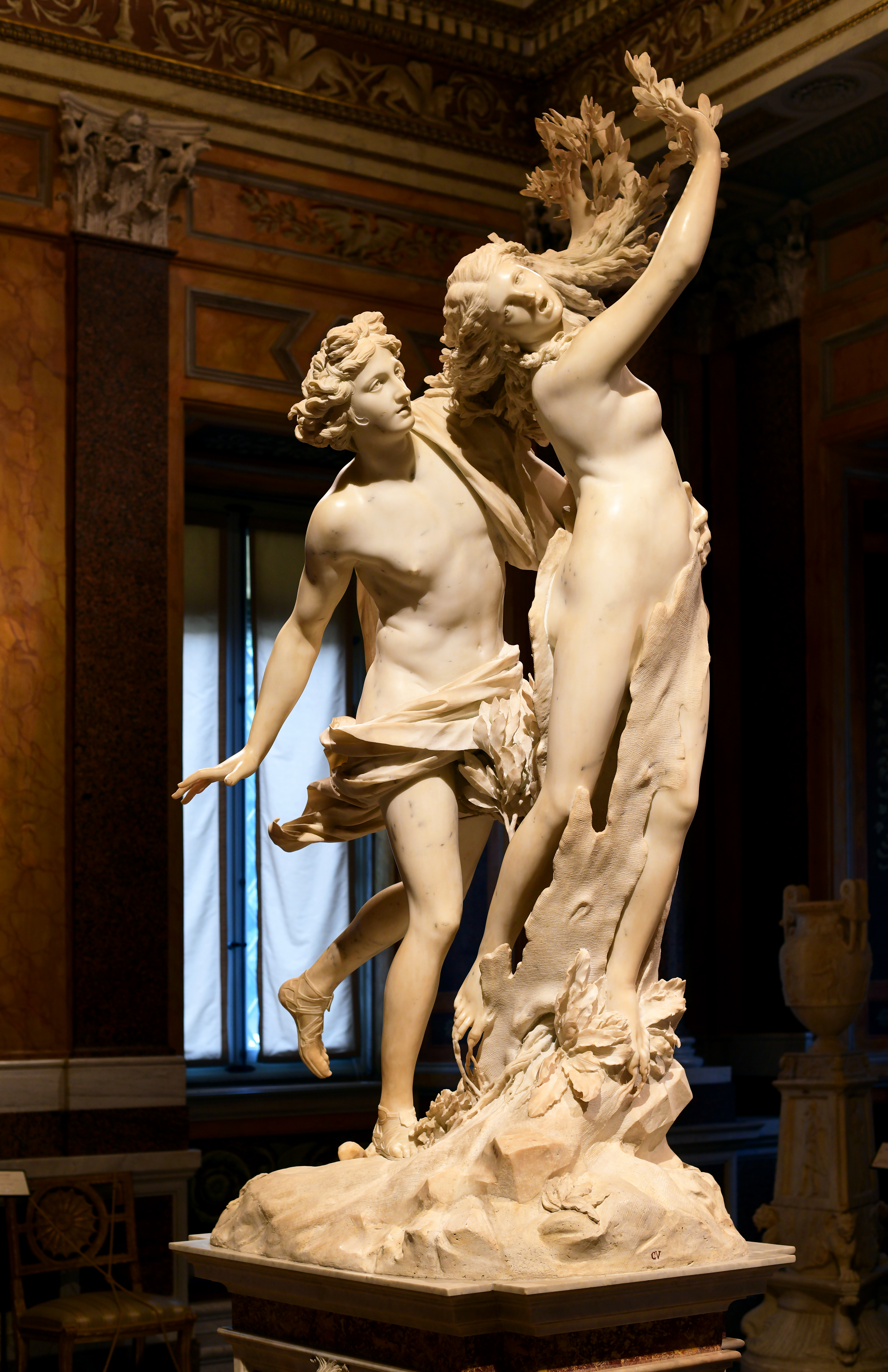
Gian Lorenzo Bernini – Apollo a Dafne (1622-1625)